# 昭惠王后
昭惠王后 韓氏（1437年—1504年）本貫清州，朝鮮王朝追尊王德宗李暲之妻，成宗李娎之生母。歷史上多稱呼其為仁粹大妃，《內訓》一書的作者。

## 生平
韓氏生於朝鮮世宗十九年九月八日，父親為韓確，母親為南陽府夫人洪氏。她有兩位姑姑先後進入大明宮廷，一為明成祖的後宮「康惠莊淑麗妃」（韓確之大姊，明成祖駕崩後，被迫從殉）；另一位是明宣宗宮人恭慎夫人韓桂蘭。
除此之外，她和妯娌章順王后與安順王后以及兒媳恭惠王后同宗，不過後三者在娘家的輩分皆為她的遠房侄女，這是因為她與安順王后之父韓伯倫、章順王后與恭惠王后之父韓明澮皆為高麗大臣韓渥的來孫。另外她的婆婆貞熹王后之祖母權氏是韓渥的外孫女。
原本韓氏嫁給桃源君李暲，只是一個普通的宗室夫人，但是隨著公公首陽大君李瑈篡奪王位，丈夫也因此成為世子，韓氏跟著被冊封為世子嬪。然而好景不常，世祖三年，在她生下次子李娎後，李暲病逝，韓氏改封「貞嬪」。小叔海陽大君李晄（後來的「睿宗」）成為新任世子，韓氏從一個未來國母的身份變成已故世子的遺孀，其內心苦痛可想而知。世祖十一年，由於世祖閱覽實錄時發現元敬王后曾被封為「貞嬪」，因此改封韓氏為「粹嬪」。
由於睿宗英年早逝，其子齊安大君李琄年幼，因此者山君李娎被貞熹王后指定為繼承人。李娎繼位後，追尊生父懿敬世子為「德宗」，生母韓氏先是尊為「仁粹王妃」，成宗六年又尊其為「仁粹王大妃」，韓氏終於有苦盡甘來的一天。
仁粹大妃與成宗的繼室廢妃尹氏之間的婆媳關係向來被認為是勢如水火，互不相容。據說尹氏在與成宗衝突的過程中抓傷成宗的臉，促使成宗決定廢妃的關鍵人物便是仁粹大妃。野史傳說尹氏被廢之後，成宗命內官出宮訪查尹氏的言行舉止，然而該名內侍受到仁粹大妃的指使，竟向成宗稟報尹氏行為不檢點，導致成宗下令賜死尹氏。不管傳言是否屬實，廢妃尹氏之死的確對於後來燕山君與仁粹大妃的祖孫之情造成不可磨滅的傷害。
也許是因為早年喪父的緣故，因此成宗對於寡母仁粹大妃非常孝順，由《成宗實錄》中可以看到成宗經常因為母親的禮佛很虔誠，要求建廟度僧或是抄寫佛經一類的事，而和儒臣們鬧得很不愉快，但最後仍是孝順的成宗勝利。
成宗長子燕山君繼位後，尊仁粹大妃為大王大妃。燕山君十年三月，燕山君殺害成宗後宮嚴氏、鄭氏後，至祖母寢殿興師問罪，言語不遜。由於當時仁粹大妃已重病在床，在氣憤及受到驚嚇的情況之下更是一病不起。一個月後，即四月二十七日，病逝於昌慶宮景春殿，享年六十八歲（虛歲），葬敬陵。上諡號「昭惠」，加徽號「徽肅明懿」，全稱「仁粹徽肅明懿昭惠王后」。

## 曾飾演昭惠王后的藝人

### 電視劇
| 劇名                  | 時間   | 電視台 | 演員                      | 備註                                                         |
| --------------------- | ------ | ------ | ------------------------- | ------------------------------------------------------------ |
| 朝鲜王朝五百年—雪中梅 | 1984年 | MBC    | 高斗心                    |                                                              |
| 韓明澮                | 1994年 | KBS    | 金英蘭                    |                                                              |
| 張綠水                | 1995年 | KBS    | 潘孝貞                    |                                                              |
| 王與妃                | 1998年 | KBS    | 蔡時那                    |                                                              |
| 王與我                | 2007年 | SBS    | 錢忍和                    |                                                              |
| 仁粹大妃              | 2011年 | JTBC   | 少年：咸𤨒晶 成年：蔡時那 | ①咸𤨒晶是女子偶像團體T-ara的成員。 ②蔡時那再次飾演昭惠王后。 |

### 電影
| 片名     | 首映   | 演員               | 備註 |
| -------- | ------ | ------------------ | ---- |
| 燕山君   | 1961年 | 全玉               |      |
| 暴君燕山 | 1962年 | 全玉               |      |
| 燕山君   | 1987年 | 鄭惠先             |      |
| 燕山日記 | 1988年 | 韓銀珍 （한은진 ） |      |
| 王的男人 | 2005年 | 尹素貞             |      |

## 附註
1. ↑  .   [2012-03-21]. （原始内容存档于2019-07-30）.
2. ↑  .   [2013-10-03]. （原始内容存档于2019-07-28）.
3. ↑  明淑公主墓表石陰記
4. ↑  《太宗實錄》太宗17年8月6日「使臣黃儼、海壽以韓氏、黃氏還。 韓氏兄副司正韓確、黃氏兄夫錄事金德章、根隨侍女各六人、火者各二人從之。 路旁觀者, 莫不垂涕。」
5. ↑  《世祖實錄》世祖2年9月11日「謝恩使左議政韓確道卒。確,淸州人,高麗侍中康之遠孫也。女兄選入大明,爲太宗文皇帝麗妃。……」
6. ↑  韓渥→韓方信→韓烋→韓季復→韓昌→韓伯倫→安順王后
7. ↑  韓渥→韓公義→韓脩→韓尙質→韓起→韓明澮→章順王后、恭惠王后
8. ↑  韓渥→韓氏(權恒之妻)→權氏(尹承禮之妻)→尹璠→貞熹王后
9. ↑  .   [2011-12-12]. （原始内容存档于2015-01-21）.
10. ↑  另一說韓氏冊封為世子嬪之初便已封為貞嬪（粹嬪），不過早在世宗十四年就取消為王妃、世子嬪加上徽號的制度，因此這個說法存疑
11. ↑  .   [2011-12-24]. （原始内容存档于2019-07-27）.
12. ↑  .   [2011-12-12]. （原始内容存档于2019-07-28）.
13. ↑  .   [2012-04-21]. （原始内容存档于2019-07-24）.